# Жаман-Кайракты
Жаман-Кайракты (каз. Жаман-Қайрақты, Шопанқарасу) — река в Казахстане, правый приток Ишима (бассейн Оби). Входит в Ишимский водохозяйственный бассейн Республики Казахстан.
Речная система: Кайракты → Ишим → Иртыш → Обь → Карское море.

## Течение
Берёт начало к востоку от села Парчёвка. Общее направление течения с севера на юг. впадает в реку Ишим с правой стороны, в районе села Алгабас.

## Водный режим
Сток реки имеет сильно выраженную сезонную и многолетнюю неравномерность. Расходы воды в разные годы могут различаться в десятки и сотни раз, что значительно осложняет хозяйственное использование ресурсов реки.

## Населённые пункты
На реке расположено 6 сёл, наиболее крупные: Новокиенка, Тарасовка, Кайракты, Беловодское.